# Galeries de la Capitale
Les Galeries de la Capitale est un important centre commercial de la ville de Québec situé dans l'arrondissement des Rivières, à l'intersection de l'autoroute Robert-Bourassa et du boulevard Lebourgneuf. Il comporte 197 boutiques et restaurants. Il est ouvert depuis 1981.

## Portrait
Seul centre d'achat qui a été ouvert tous les jours en semaine jusqu'à 21 h. Le centre commercial comprend de nombreuses boutiques, une aire de restauration, un parc d’attraction intérieur et un cinéma IMAX.
Il est également l'édifice ayant la plus grande valeur à Québec en termes d'évaluation municipale à 320 millions de dollars en 2007.

## Historique

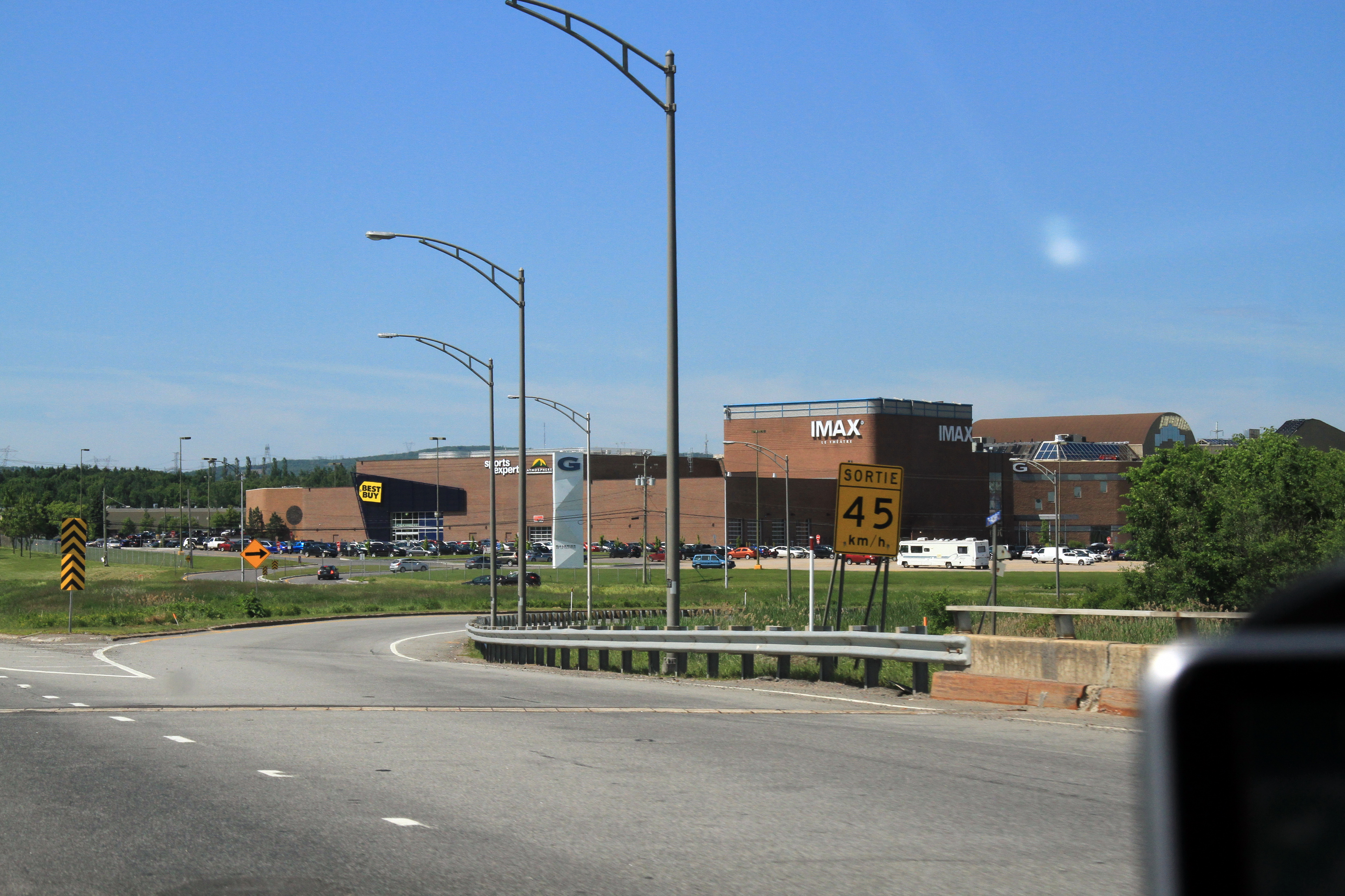
Vue depuis l'autoroute Robert-Bourassa.

### 1971-1981
L'homme d'affaires Marcel Adams est à l'origine du centre commercial. Il acheta par son entreprise Les Développements Iberville Limitée un terrain de 102 hectares (11 millions de pieds carrés), en 1971, dans le secteur situé entre la route du vallon, le boulevard de la capitale (futur Autoroute de la Capitale) et le boulevard Pierre-Bertrand. Ce coin de la ville est à la croisée de Charlesbourg-Ouest et de Neufchâtel. Le quartier sera nommé Lebourgneuf.
Originellement le projet devait être inauguré pour la fin de 1975 après une construction de deux ans. Un projet évalué à 45 millions de dollars pour 155 magasins et boutiques avec un hôtel. 
Les Galeries de la capitale représente à l'origine 5 000 000 pi2 (464 515 m2) incluant les stationnements. Il était alors possédé à 50 % par Les Développements Iberville (propriété d'Adams), à 25 % par Eaton Properties (le centre comptait à l'origine un magasin Eaton) et à 25 % par Markborough Properties (possédée par la compagnie de la Baie d'Hudson, liée aux magasins La Baie). Des investissements de 50 millions ont été nécessaires 
pour son ouverture.

#### Ouverture et inauguration
Des pré-ouvertures avant l'ouverture officielle eurent lieu. Le dimanche 16 août 1981, les employés, parents et amis des employés du magasin La Baie purent mettre de côtés des achats. Le lundi 17 août la clientèle a pu aller dans les deux grands magasins La Baie  et Eaton du centre commercial. Une inauguration privée eut lieu le 18 août 1981 avec 3500-4000 invités,.
L'ouverture officielle au grand public des Galeries de la capitale eut lieu le 19 août. Plus de 5000 voitures occupèrent le stationnement du centre commercial qui était complet.

### 1988
En 1988 est inauguré le centre d'attractions intérieur Méga Parc, deuxième plus vaste en Amérique du Nord. Cette même année, le premier téléthon Opération Enfant Soleil est diffusé depuis le centre récréatif des Galeries et permet d'amasser près de 1,8 million de dollars canadiens pour le Centre hospitalier de l'Université Laval,.

### 2005
Le centre commercial est vendu le 1er décembre 2005 pour 358 millions de dollars canadiens à 80 % au Fonds de pension du Canada (l'Office d'investissement du Régime de Pension du Canada (RPC)), avec des participations à 10 % d'Osmington et de Westerkirk. La société de gestion immobilière Redcliff obtient le mandat de gérer le centre,.

### 2017
En 2017, le Méga Parc subit d'importants travaux de rénovations pour se moderniser : la patinoire sera transformée en anneau de glace, une nouvelle grande roue sans rayons qui sera unique en Amérique de Nord et plusieurs nouvelles attractions. Le nouveau Méga Parc est ouvert à nouveau depuis le 18 janvier 2019.

## Toponymie
Le Boulevard des Galeries a été nommée en raison de ce centre commercial dans la ville de Québec en 1981.